# Kamenka (Katun)
Die Kamenka (russisch Каменка) ist ein linker Nebenfluss des Ob-Quellflusses Katun in der im Süden Westsibiriens gelegenen russischen Region Altai. 

## Flusslauf
Die Kamenka entspringt in der Seminski-Kette, einem Gebirgszug im nördlichen Russischen Altai. Sie fließt in nördlicher Richtung, passiert die größeren Dörfer Altaiskoje und Sowetskoje, bevor sie linksseitig in den Katun mündet, kurz vor dessen Zusammenfluss mit der Bija. Die Kamenka hat eine Länge von 110 km und entwässert ein Areal von 2030 km². Der mittlere Abfluss (MQ) 43 km oberhalb der Mündung beträgt 10,4 m³/s.